# Marathon 2: Durandal
Marathon 2: Durandal, sorti le 24 novembre 1995, est la suite de Marathon. C'est le deuxième épisode de la trilogie Marathon, qui s'achèvera avec Marathon Infinity en 1996. En plus d'une version pour Macintosh, une version de Marathon 2 pour Windows 95 est sortie plus tard. Une version du jeu est sortie en 2007 pour Xbox 360, via le Xbox live de la console de Microsoft, Sortie en 2011 de la version iOS du jeu gratuite sur l'Apple Store.

## Histoire
Après avoir capturé le vaisseau des Pfhor et libéré les S'pht qui y étaient retenus prisonniers à la fin de Marathon 1, Durandal s'était transféré à bord du vaisseau alien (qui sera renommé plus tard le Boomer), puis vous avait enlevé et congelé à bord. Il se mit alors en tête de retrouver les Pfhor qui sont en train d'exterminer les S'pht sur la planète Lh'owon. La raison est sans doute que Durandal avait besoin d'étancher sa soif grandissante de pouvoir et de puissance. Il commença dès lors à traquer sans relâche la planète Lh'owon. Il l'atteint finalement au bout de 17 ans, en 2811, Durandal vous réveille de votre sommeil artificiel et vous téléporte d'office à la surface de la planète afin que vous l'aidiez à la libérer de l'esclavage Pfhor. Vous n'avez alors d'autre choix que d'obéir et de lui faire à nouveau confiance.

## Moteur
Le moteur du premier jeu a subi une refonte totale et permettait contrairement au premier Marathon des décors en extérieurs, ainsi que la possibilité d'évoluer dans l'eau. Plusieurs jeux tels que Prime Target et Damage Incorporated ont utilisé le moteur de Marathon 2.